# Općina Miren – Kostanjevica
Općina Miren – Kostanjevica (slo.:Občina Miren - Kostanjevica) je općina na zapadu Slovenije u pokrajini Primorskoj i statističkoj regiji Goriškoj. Središte općine je naselje Miren s 1.498 stanovnika. 

## Zemljopis
Općina Miren – Kostanjevica nalazi se na zapadu Slovenije na granici s Italijom. U središnjem dijelu općine nalazi donji dio doline rijeke Vipave, na jugu se nalazi krško pobrđe.
U općini vlada sredozemna klima. Najvažniji vodotok u općini je rijeka Vipava, a svi manji vodotoci su njeni pritoci.

## Naselja u općini
Bilje, Hudi Log, Korita na Krasu, Kostanjevica na Krasu, Lipa, Lokvica, Miren, Nova vas, Novelo, Opatje selo, Orehovlje, Segeti, Sela na Krasu, Temnica, Vojščica, Vrtoče

## Vanjske poveznice
- Službena stranica općine